# Almería
Almería là thành phố thủ phủ của tỉnh Almería, Tây Ban Nha. Đô thị này có diện tích 295 km², dân số năm 2005 là 189.798 người. Đô thị này nằm ở đông nam Tây Ban Nha, bên Địa Trung Hải.
Tên gọi "Almería" المراية bắt nguồn từ tiếng Ả Rập Al-Mariyat: "Tấm gương", để sánh đô thị này với "Tấm gương biển cả".
Thành phố được lập bởi Abd ar-Rahman III của Cordoba vào năm 955 để làm bến cảng chính tăng cường sức mạnh phòng thủ Địa Trung Hải của ông.
Lâu đài Moors Alcazaba là lâu đài lớn nhất trong các pháo đài Hồi giáo của Andalusia sau Alhambra. 
Thành phố có sân bay quốc tế Almería.